# Tekely
Tekely (kaz. Текелі; ros. Текели, Tiekieli) – miasto w południowo-wschodniej części Kazachstanu; w obwodzie żetysuskim; na przedgórzu Dżungarskiego Ałatau; 32 tys. mieszkańców (2021); eksploatacja rud cynku i ołowiu.

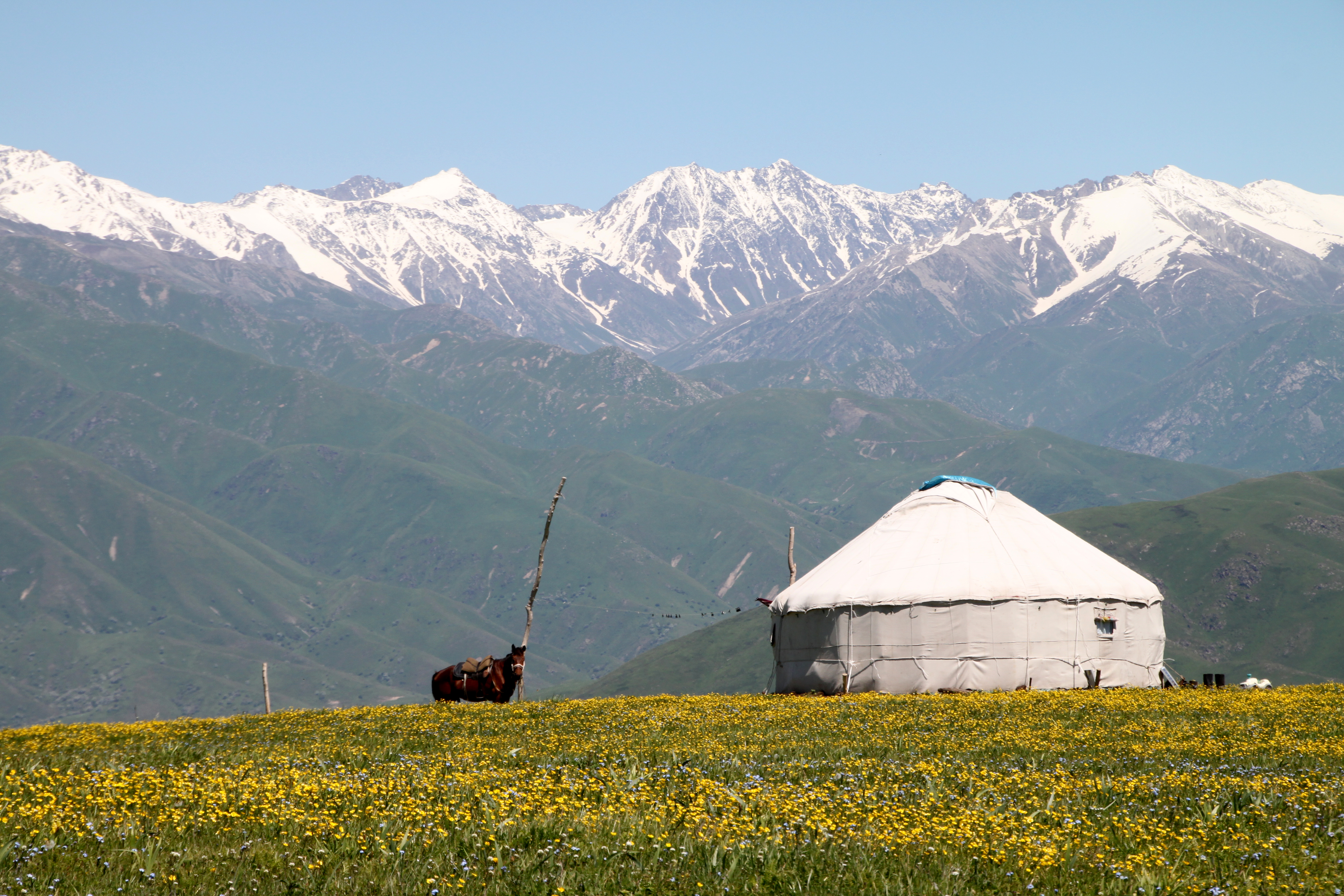
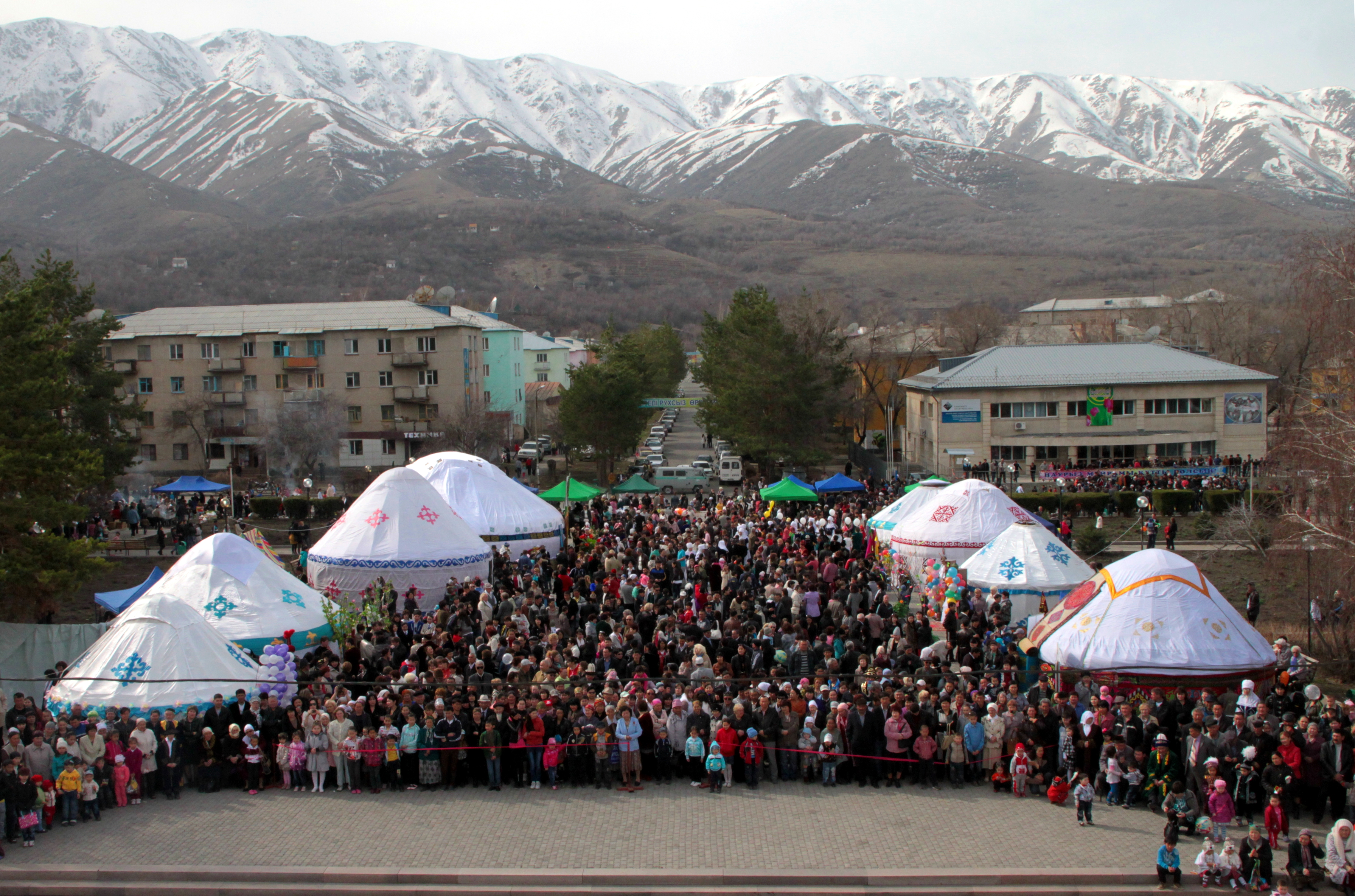
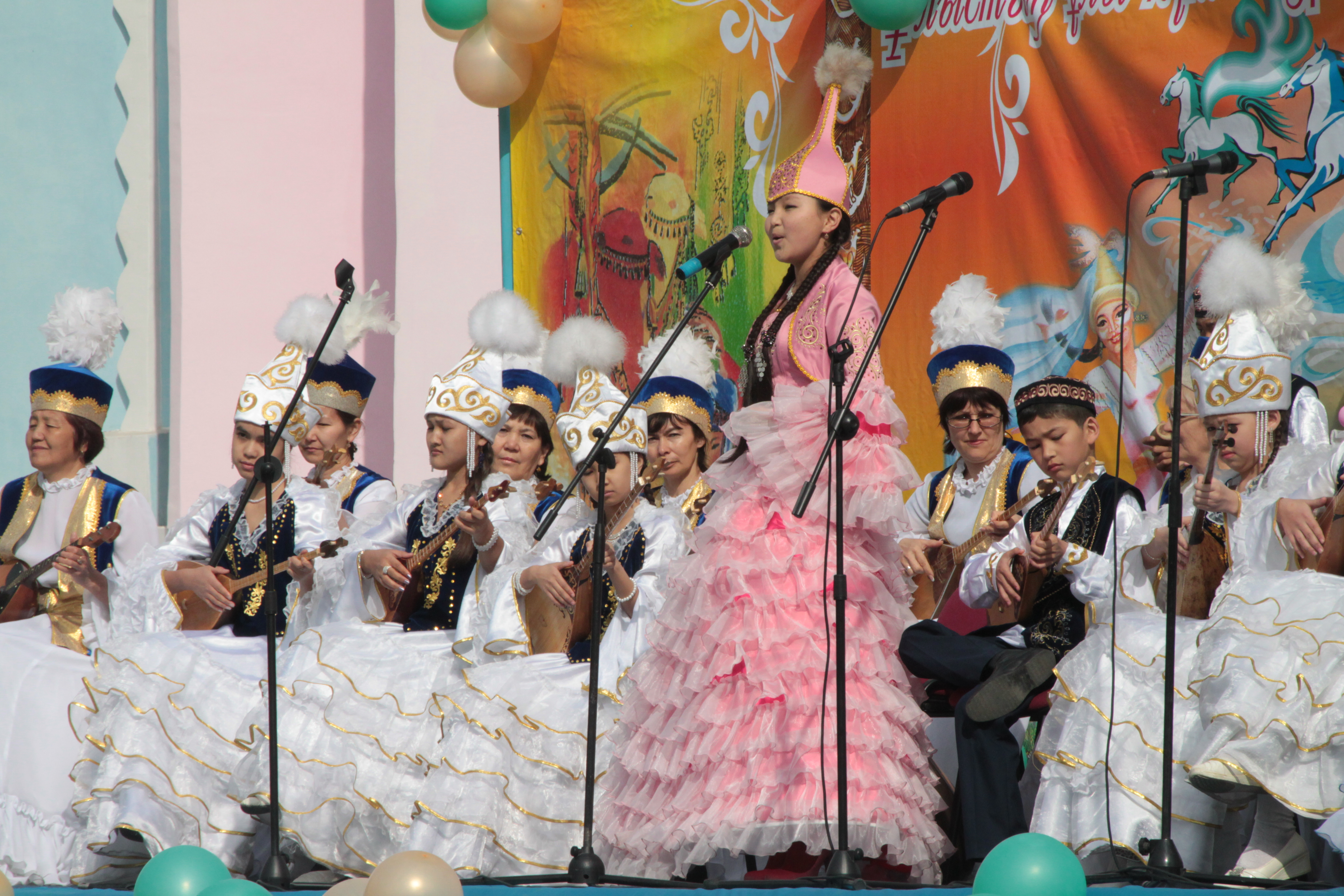
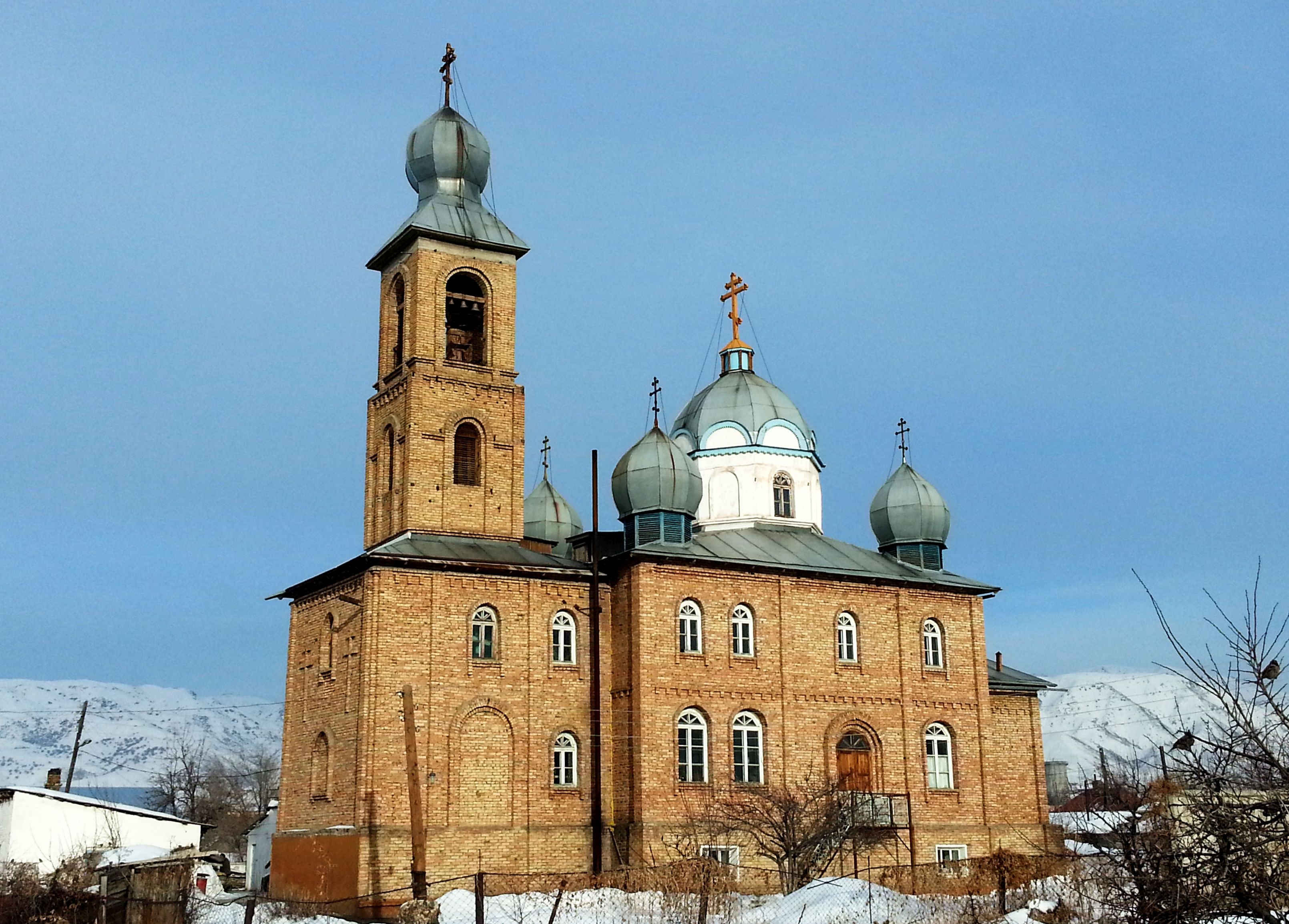